# Новоалександровка (Тельмановский район)
Новоалександровка (укр. Новоолександрівка) — село на Украине, находится в Тельмановском районе Донецкой области. Под контролем самопровозглашённой Донецкой Народной Республики.

## География
К юго-востоку и востоку от населённого пункта проходит граница между Украиной и Россией.

#### Соседние населённые пункты по странам света
С: Зелёный Гай, Котляровское
СЗ: Кузнецово-Михайловка, Черевковское, Первомайское
СВ: Малоекатериновка (Российская Федерация)
З: Греково-Александровка, Михайловка, Зерновое, Терновка
В: Выселки, Деркачева, Григорьевка (Российская Федерация)
ЮЗ: Зори, Ивановка, Коньково, Садки, Радянское
ЮВ: —
Ю: —

## Население
Население по переписи 2001 года составляло 111 человек.

## Общие сведения
Код КОАТУУ — 1424883205. Почтовый индекс — 87170. Телефонный код — 6279.

## Адрес местного совета
87170, Донецкая область, Тельмановский р-н, с.Михайловка, ул.Центральная, 13а